# Власово (Лотошинский район)
Власово — деревня в Лотошинском районе Московской области России.
Относится к Ошейкинскому сельскому поселению, до реформы 2006 года относилась к Ушаковскому сельскому округу. По данным Всероссийской переписи 2010 года численность постоянного населения деревни составила 16 человек (8 мужчин, 8 женщин).

## География
Расположена на правом берегу реки Ламы, на ответвлении автодороги Р107 Клин — Лотошино, примерно в 16 км к востоку от районного центра — посёлка городского типа Лотошино. Восточнее — пруды рыбкомбината «Лотошинский». В деревне пять улиц. Ближайшие населённые пункты — деревни Шубино, Борки и посёлок Большая Сестра.

## Исторические сведения
До 1929 года входила в состав Ошейкинской волости 2-го стана Волоколамского уезда Московской губернии.
По сведениям 1859 года Власово — сельцо при реке Ламе, в 21 версте от уездного города, с 26 дворами и 263 жителями (128 мужчин и 135 женщин), по данным на 1890 год число душ мужского пола составляло 121.
В материалах Всесоюзной переписи населения 1926 года фигурируют слобода Власово, а также Власово северное и Власово среднее1929B:
- Власово слобода — 181 житель (87 мужчин, 97 женщины), 38 крестьянских хозяйств, школа, сельсовет, больница;
- Власово северное — 161 житель (68 мужчин, 93 женщины), 29 хозяйств;
- Власово среднее — 181 житель (83 мужчины, 98 женщин), 44 хозяйства.

В деревне находится братская могила советских воинов, погибших в годы Великой Отечественной войны 1941—1945 гг.

## Население
| 1852 | 1859 | 1926 | 2002 | 2006 | 2010 |
| ---- | ---- | ---- | ---- | ---- | ---- |
| 205  | ↗263 | ↗523 | ↘9   | ↘6   | ↗16  |